# Mordecai Seter

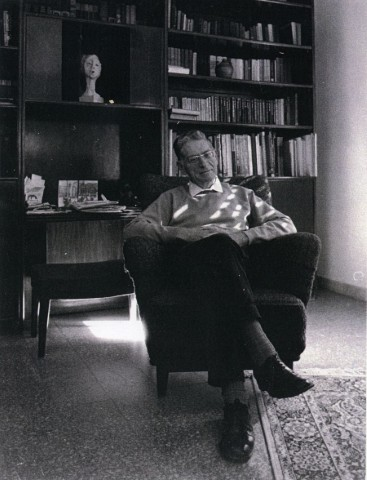
Mordecai Seter

Mordecai Seter (en hebreo: מרדכי סתר‎); (Novorosíisk, Rusia, 26 de febrero de 1916 - Tel Aviv, Israel, 8 de agosto de 1994) fue un compositor israelí galardonado con el Premio Israel de Música en 1965.

## Biografía
Seter nació como Marc Starominsky en Novorosíisk, Rusia, en 1916 y emigró con su familia al Mandato británico de Palestina en 1926.
Seter aprendió a tocar el piano desde los siete años en Rusia, y continuó con sus lecciones y estudios en Tel Aviv. En 1932 se fue a París, Francia, donde estudió composición en la École Normale de Musique de Paris con Paul Dukas y Nadia Boulanger. También tuvo algunas lecciones con Stravinsky. Con Boulanger, Seter dominó polifonía renacentista y el estilo francés contemporáneo, pero en 1937, frustrado por la extensión de su devoción al neoclasicismo stravinskiano, regresó a Israel. Allí persiguió un lenguaje musical fundado en su propia síntesis única de estas últimas y otras influencias europeas con otras más locales.

## Estilo
A su regreso a Israel en 1937, Seter se interesó en desarrollar un estilo inspirado en las tradiciones musicales judías del Medio Oriente. En París, había estado fascinado con las técnicas basadas en el cantus firmus que se encuentran en la música occidental medieval y renacentista, que se deriva del canto llano católico. Por lo tanto, cuando, en 1938, encontró los volúmenes del Tesauro de Melodías Hebreas Orientales de Abraham Zevi Idelsohn que contenían melodías litúrgicas tradicionales sefardíes y mizrajíes, las adoptó conscientemente como una gran influencia, no solo en sí mismas, sino eventualmente como fuentes para el carácter interválico de sus propios nuevos modos. El hecho de que estos tonos musicales tuvieran el acento local del hebreo hablado fue un atractivo adicional para Seter, especialmente porque en ese momento estaba enfocado en la música coral.
De alguna manera, el uso y la internalización de material tradicional de Seter se parecían a los de Béla Bartók y, como este (aunque en menor medida), hizo muchas transcripciones. Sin embargo, en la mayoría de los detalles, los métodos de Seter eran totalmente distintos y sorprendentemente originales. En las décadas de 1940 y 1950, cuando su producción era principalmente coral, utilizó principalmente las melodías tradicionales en texturas polifónicas cargadas de dramatismo. Pero la última parte de este período fue transitoria para Seter: su Sonata para dos violines (1951) está construida a partir de modos eclesiásticos occidentales, mientras que sus Dúos para dos violines (1951-1954) se basan en colecciones de entre cuatro y diez tonos. El escenario estaba listo para su obra magna, el oratorio Vigilia de Medianoche, encargado por Sarah Levi-Tanai y el Inbal Dance Theatre, que alcanzó su final de cinco versiones en 1961. Aquí, las melodías mizrahies son prominentes, pero también fundamental para el sonido y la estructura de la obra es una escala sintética de doce notas alternando segundos menores y aumentados. Esta escala interactúa a la perfección con las melodías prestadas y gobierna el lenguaje armónico de la cantata, asegurando su notable cohesión a través de las características comunes de sus elementos musicales.
Después de Midnight Vigil, Seter usó constantemente modos y escalas de al menos doce notas, que incluían los materiales prestados pero conservaban su esencia. Al principio, como en el ballet Judith (1962-1963), encargado por Martha Graham (al igual que el posterior Part Real, Part Dream [1964]), sus modos tomaron la forma de filas dodecafónicas y su tratamiento el de la técnica serial., aunque sin transposición y con énfasis en ciertos tonos para crear a veces una sensación de centro tonal. Seter sintió que sus métodos entonces y más tarde se parecían más al tema y la variación que al serialismo. En la década de 1970, su estilo se había desarrollado aún más: los modos ahora despliegan el agregado diatónicamente hasta en dos octavas (en hasta 25 tonos), lo que lleva en tales casos a la repetición de clases de tono y contribuye al preciado sentido de centralidad del tono de Seter. Los intervalos adyacentes de los modos son siempre segundos, ya sean menores, mayores, aumentados o doblemente aumentados.
Las obras de Seter a partir de 1970, todas para combinaciones de cámara o piano, son intensamente introspectivas, tal vez reflejando los sentimientos contemporáneos del hombre que las escribió. Como escribe un erudito:

Alrededor de 1970, cuando sintió que la fama que había ganado tras el Premio Israel (1965) era más una carga que una alegría, se retiró gradualmente de la actividad social, incluidos los contactos con los artistas, hasta el punto de que se negó a escribir. por encargo, y siguió componiendo solo por inspiración.

Sin embargo, "su música poseía una espiritualidad que fue intuida tanto por la crítica como por el público". 

## Carrera docente
A partir de 1946, Seter enseñó en el Colegio de Profesores de Música. Desde 1951 hasta su jubilación en 1985, Seter fue uno de los profesores más influyentes de la Academia Rubin de la Universidad de Tel Aviv (anteriormente el Conservatorio de Israel). Entre sus alumnos se encontraban los compositores Tzvi Avni, Arie Shapira, Nurit Hirsh y el director de orquesta Gary Bertini.

## Recepción
La Vigilia de medianoche de Seter se considera una de las obras israelíes más importantes y se combinó con la Novena Sinfonía de Beethoven en el programa del Festival del Milenio de la Orquesta Filarmónica de Israel el 1 de enero de 2000.

## Premios
Entre los muchos premios de Seter se incluyen los siguientes:
- En 1965, Seter recibió el Premio Israel de Música.[5]
- En 1983, ganó el premio ACUM a la trayectoria.

## Trabajos seleccionados
- Sabbath Cantata para solo, coro y orquesta de cuerdas (1940)
- Motetes para coro ATB (1939-1940, rev. 1951)
- Motteti para coro masculino con octeto de viento opcional (1940–51, rev. 1985)
- Cuatro canciones festivas para coro no acompañado (1943-9)
- Sonata para dos violines (1951-2)
- Sinfonietta para orquesta (1953-7, rev. 1966-70)
- Ricercar para trío de cuerdas y conjunto de cuerdas (1953-6)
- Elegía para clarinete o viola con piano o cuarteto de cuerda (1954)
- Chacona y Scherzo para piano (1956)
- Yemenite Diwan para orquesta u orquesta de cámara (1957)
- Mujer valiente, ballet (1957)
- Vigilia de medianoche para solo, tres coros y orquesta (1957-1961)
- La leyenda de Judith, ballet (1962)
- Parte real, parte sueño, ballet (1964)
- Fantasía concertante para orquesta (1964; rev. de Part Real, Part Dream )
- La hija de Jefté, ballet (1965)
- Jerusalem para coro de 8 partes con metales y cuerdas (o sin acompañamiento) (1966)
- Hagut [Meditación] para orquesta (1967)
- Ma'agalim [Rondas] para orquesta de cuerdas (1967-8)
- Espressivo para orquesta de cuerdas (1971)
- Jano para piano (1971)
- Trío con piano (1973)
- Trío para clarinete, violoncello y piano (1973)
- Cuarteto de cuerda n. ° 1 (1975)
- Quartetto sinfónico (Cuarteto de cuerda n.° 2) (1976)
- Cuarteto de cuerda n. ° 3 (1976)
- Cuarteto de cuerda n. ° 4 (1977)
- Monodrama para viola y piano (1977)
- Mirvachim [Intervalos] para piano (1977)
- Caprichos para piano (1977)
- Sine Nomine para piano (1981)
- Sonata para piano (1982)
- Música para piano (1982)
- Ciclo de Piano para piano (1982)
- Diálogos para piano (1983)
- Improvisación para piano (1983)
- Tríptico para piano (1985)
- Post Scriptum para cuarteto de cuerda (1986)
- Presencia para piano (1986)